# Innocència i joventut
 Innocència i joventut  (original: Young and Innocent) és una pel·lícula britànica dirigida per Alfred Hitchcock, estrenada el 1937 i doblada al català.

## Argument
Un jove escriptor és identificat com l'homicida de la seva antiga promesa i actriu de la qual ha descobert el cos. Per tal de provar per ell mateix la seva innocència, fuig arrossegant en la seva fugida la noia d'un comissari de policia...

## Repartiment
- Derrick De Marney: Robert Tisdall
- Nova Pilbeam: Erica Burgoyne
- Percy Marmont: el coronel Burgoyne
- Edward Rigby: el vell Will
- Mary Clare: la tia d'Erica
- John Longden: l'inspector Kent
- George Curzon: Guy
- Basil Radford: l'oncle d'Erica
- Pamela Carme: Christine Clay
- George Merrit: el sergent detectiu Miller
- J.H. Roberts: Henry Briggs
- Jerry Verno: el conductor de camió al cafè Tom's Hat
- H. F. Maltby: el sergent de policia Ruddock
- John Miller: el guàrdia urbà

## Al voltant de la pel·lícula
- Nova il·lustració del tema de l'innocent en fuga acusat equivocadament, estimat per Hitchcock, la pel·lícula té una factura propera a Els trenta-nou graons i un final purament hitchcockià, el procediment d'escenificació del qual serà reprès a Notorious.
- El tràveling que arrenca de la sala de ball fins als ulls del músic ha requerit dos dies de repetició, així com la grua més gran d'Anglaterra.
- Cameo: fora del palau de justícia, amb una màquina de fotografiar a la mà.[3]